# No Heroes
No Heroes es el sexto álbum de estudio de la banda de metalcore Converge. Fue lanzado el 24 de octubre de 2006 a través de Epitaph Records. El álbum alcanzó el número 151 en los Billboard 200. No Heroes fue el primer álbum de Converge producido por Kurt Ballou sin aportaciones de otros productores, en su propio estudio GodCity Studio y presenta ilustraciones creadas por Jacob Bannon.

## Lanzamiento y promoción
El 24 de octubre de 2006 se lanzó un video musical para la canción «No Heroes», el video musical fue dirigido por Ryan Zunkley. La primera gira en apoyo a No Heroes comenzó en noviembre de 2006 con Some Girls, Modern Life Is War, Blacklisted, Kylesa y Gospel.

## Estilo musical y temática
A principios de julio, el sitio web oficial de Converge anunció el título del álbum, así como el significado detrás de él:
"En estos días, los cobardes superan en número a los héroes, y las almas que mendigan pesan más que las manos callosas de los trabajadores más duros. Tanto en la vida como en el arte, la falta de pasión es repugnante y la lujuria por la complacencia es venenosa. Este álbum es el antítesis de ese mundo que se hunde, una espina en el lado de su bestia. Es para aquellos que mueven montañas un día a la vez. Es para aquellos que verdaderamente entienden el sacrificio. En nuestro mundo de enemigos, caminaremos solos..."
En una entrevista con Alex Gosman de Crossfire, la banda habló sobre la temática del álbum. Cuando se le pregunta: "¿Cuál es la historia detrás del título 'No Heroes'? ¿Crees que tiene sentido idolizar a personas/bandas?"
"Es completamente inútil, pero ese no es el tema principal del álbum: solo de la canción 'No Heroes'. Pensamos que el título también funcionaría bien para el disco, pero no es un álbum conceptual ni nada de eso; aún así es un grabación personal, escrito sobre nuestras experiencias en los últimos años."

## Recepción

### Recepción de la crítica
Brandon Stosuy de Pitchfork Media le dio 8.1/10 a No Heroes, él dijo: "Conceptualmente recuerda a la forma en que los calcetines de OV de Orthrelm se balanceaban en un marco apretado, No Heroes es una de las formas más coherentes musicalmente del año para mantener los pulsos latiendo rápidamente".
Sam Roudman de Stylus Magazine le dio al álbum un B+ al afirmar que: "Converge ha sido fundamental en la expansión del vocabulario del hardcore contemporáneo, que abarcando los significantes musicales que previamente estaban bajo el dominio del metal o el grind, este regreso a las raíces hace de este álbum algo como un regreso a casa."
Notablemente, No Heroes recibió un 4.5 de 5, del crítico de Sputnikmusic, Jared W. Dillon, y comentó que "No Heroes tiene un éxito completo en la entrega de una gran variedad de música extremadamente pesada", mientras que otro crítico del personal, Nick Butler, dio al álbum un 1.5. de 5, comentando que "Sin duda seré arrebatado por esto, pero si No Heroes no es el peor álbum que he escuchado en 2006, es sin duda el menos agradable", lo que lo convierte en uno de los pocos casos donde dos revisores del Sputnik están casi totalmente en desacuerdo entre sí. Fue nombrado el álbum número 1 de 2006 en la lista de "Lo mejor de 2006" de Sputnikmusic.

### Listas
El álbum alcanzó el número 151 en los Billboard 200. También encabezó el Top Heatseekers y el número 13 en las listas de Álbumes Independientes.

## Lista de canciones
Todas las letras escritas por Jacob Bannon, toda la música compuesta por Converge. 
| N.º | Título                  | Duración |  |
| 1.  | «Heartache»             | 1:43     |  |
| 2.  | «Hellbound»             | 1:07     |  |
| 3.  | «Sacrifice»             | 1:37     |  |
| 4.  | «Vengeance»             | 0:58     |  |
| 5.  | «Weight of the World»   | 1:25     |  |
| 6.  | «No Heroes»             | 3:43     |  |
| 7.  | «Plagues»               | 4:43     |  |
| 8.  | «Grim Heart/Black Rose» | 9:34     |  |
| 9.  | «Orphaned»              | 1:39     |  |
| 10. | «Lonewolves»            | 2:18     |  |
| 11. | «Versus»                | 2:09     |  |
| 12. | «Trophy Scars»          | 4:59     |  |
| 13. | «Bare My Teeth»         | 2:02     |  |
| 14. | «To the Lions»          | 3:40     |  |

## Personal
| Converge - Jacob Bannon: voz, percusión (en "Trophy Scars") - Kurt Ballou: guitarra, coros, órgano (en "Plagues"), percusión (en "Trophy Scars") - Nate Newton: bajo, coros - Ben Koller: batería Producción y grabación - Kurt Ballou: grabado y mezclado en GodCity - Converge: producción - Alex Garcia-Rivera (Give Up the Ghost): tecnología de batería - Nick Zampiello: masterizado en New Alliance East | Músicos invitados - Kevin Baker (The Hope Conspiracy): coros en "No Heroes", "Hellbound", "Trophy Scars" - John-Robert Conners (Cave In): percusión en "Trophy Scars" - Alex Garcia-Rivera (Give Up the Ghost): percusión en "Trophy Scars" - Jonah Jenkins (Raw Radar War): voz principal en "Grim Heart/Black Rose" - Adam McGrath (Cave In): guitarra líder en "To the Lions" Ilustraciones y diseño - Jacob Bannon: ilustración, diseño |

## Posiciones
| Lista (2006)          | Posición más alta |
| --------------------- | ----------------- |
| Japanese Album Chart  | 155               |
| UK Albums Chart       | 186               |
| US Billboard 200      | 151               |
| US Heatseekers Albums | 1                 |
| US Independent Albums | 13                |